# لئوناردو مسینا
لئوناردو مسینا (متولد ۲۲ سپتامبر ۱۹۵۵ در سان کاتالدو) که با نام مستعار "ناردوتزو" شناخته می‌شد، یک مافیوزوی سابق سیسیلی است که در سال ۱۹۹۲ به عنوان همکار دولت (پنتیتی) با مقامات همکاری کرد. شهادت‌های او منجر به دستگیری بیش از ۲۰۰ مافیوزو در عملیات لئوپارد شد. مسینا چندین سیاستمدار و مقام دولتی از جمله جولیو آندره‌وتی، هفت بار نخست‌وزیر ایتالیا، را به ارتباط با مافیای سیسیل متهم کرد.

## دوران اولیه فعالیت‌ها
لئوناردو مسینا در شهر سان کاتالدو در استان کالتانیستا متولد شد. او از خانواده‌ای مافیایی با سابقه‌ای چندنسلی بود. خودش در این باره گفت: «من نماینده هفتمین نسل از خانواده‌ای هستم که به کوزا نوسترا تعلق دارد. من نه به خاطر دزدی یا قتل، بلکه بر اساس سنت خانوادگی به عضویت درآمدم.»
مسینا پس از ترک تحصیل در مقطع ابتدایی، به سرقت مسلحانه روی آورد و چندین بار به زندان افتاد. در آوریل ۱۹۸۲، پس از تحمل چهار سال حبس به خاطر سرقت مسلحانه، به عنوان «مرد افتخار» در خانواده مافیایی سان کاتالدو پذیرفته شد. او با جوزپه مادونیا، رئیس خانواده مافیایی واللونگا - یکی از مهمترین خانواده‌های مافیایی استان کالتانیستا و متحد کورلئونزی‌ها - دوست صمیمی شد.
در سال ۱۹۸۴، مسینا به اتهام قتل یک قاچاقچی مواد مخدر مجدداً دستگیر و تا سال ۱۹۸۹ در زندان ماند. پس از آزادی، شبکه قاچاق مواد مخدری را برای جوزپه مادونیا سازماندهی کرد که چندین منطقه ایتالیا را تحت پوشش داشت. مادونیا در این مدت به عنوان نماینده استان کالتانیستا در کمیسیون بین‌استانی کوزا نوسترا انتخاب شده بود.

## دستگیری و همکاری با عدالت
مسینا در آوریل ۱۹۹۲ دستگیر شد و تصمیم گرفت به همکار دولت (پنتیتی) تبدیل شود. او اولین مافیوزویی بود که پس از کشتار کاپاچی - که در آن قاضی جووانی فالکونه، همسرش و سه محافظش کشته شدند - با مقامات همکاری کرد. مسینا ادعا کرد تحت تأثیر سخنرانی احساسی روساریا شیفانی - بیوه یکی از محافظان فالکونه - علیه مافیا قرار گرفته است.

### همکاری مؤثر
- شروع همکاری: ۳۰ ژوئن ۱۹۹۲
- ارائه اطلاعات ارزشمند به پائولو بورسلیینو، همکار فالکونه
- افشای ساختار مافیا در مناطق مرکزی و جنوبی سیسیل
- اطلاعات درباره سازمان رقیب مافیا به نام "استیدا" که از مافیوزوهای جدا شده در جنگ دوم مافیا (۱۹۸۱-۸۲) تشکیل شده بود
- قدرت گیری این گروه جدید در مناطق آگریجنتو، کالتانیستا و جلا

### نتایج همکاری
- صدور ۲۰۳ حکم بازداشت در ۱۷ نوامبر ۱۹۹۲ در "عملیات پلنگ"
- این افشاگری‌ها پس از ترور بورسلیینو توسط مافیا انجام شد

## حکمرانی ترور کورلئونزی‌ها
مسینا همچنین فاش کرد که کوزا نوسترا در سال‌های حدود ۱۹۹۰ در بحرانی عمیق فرو رفته بود. زندگی درون سازمان تحت حکومت ترور توتو رینا و کورلئونزی‌ها به کابوسی غیرقابل تحمل تبدیل شده بود، جایی که قتل به جای ابزاری حساب‌شده، به رویه‌ای عادی مبدل گشته بود.  

### تاکتیک‌های کورلئونزی‌ها برای تسلط:

#### کشتار تدریجی تمام رقبا
«آن‌ها با کشتن آهسته‌آهسته همه به قدرت رسیدند... اول ما شیفته‌شان بودیم، چون فکر می‌کردیم با حذف رؤسای قدیمی، خودمان جایشان را می‌گیریم. بعضی‌ها برادرانشان را کشتند، بعضی پسرعموهایشان را... اما در نهایت (کورلئونزی‌ها) کل سیستم را قبضه کردند.»  

#### حذف متحدان سابق
«ابتدا از ما برای حذف رؤسای قدیمی استفاده کردند، سپس همه کسانی که سر بلند کردند را نابود کردند - مثل جوزپه گرهکو "کفش"، ماریو پرستیفیلیپو و وینچنزو پوچیو... امروز فقط عروسک‌های بی‌اراده از آنان باقی مانده‌اند.»  

## قراردادهای بخش دولتی
بخشی مهم از شهادت مسینا مربوط به نحوه کنترل مافیا بر پروژه‌های ساختمانی و قراردادهای دولتی در سیسیل بود که به گفته کارشناسان، منبع اصلی درآمد مافیای سیسیل محسوب می‌شود. او هویت "وزیر کارهای عمومی" توتو رینا - آنجلو سیینو - را فاش کرد. سیینو تاجری بود که بر قراردادهای دولتی مافیا نظارت داشت، رشوه‌ها را جمع‌آوری می‌کرد، با کارآفرینان و سیاستمداران ملاقات می‌نمود، تهدید می‌کرد و در صورت لزوم دستور قتل می‌داد.
مسینا خود به عنوان معاون خانواده مافیا با رهبری سالخورده، در مذاکرات قراردادها نقش داشت و میانجی بین رهبران تجاری و سیاستمداران بود. قراردادهای دولتی منبع درآمد مهمی بودند و عملاً هیچ پروژه‌ای بدون موافقت مافیا و پرداخت رشوه‌های لازم ساخته نمی‌شد. مسینا گفت: "قاعده این است که هر شرکتی که بخواهد در قلمرو یک خانواده مافیایی کاری را شروع کند، باید با یکی از اعضای آن خانواده تماس بگیرد تا درصدی که باید به خانواده مافیا پرداخت شود - با توجه به ارزش کلی پروژه - مشخص شود."
لژهای فراماسونری نقش مهمی در ایجاد ارتباطات لازم ایفا می‌کردند. به گفته مسینا، تمام روسای ارشد مافیا به فراماسونری وابسته بودند و این لژها "محل ملاقات همه" محسوب می‌شدند.